# Nebalia geoffroyi
Nebalia geoffroyi is een kreeftachtigensoort uit de familie van de Nebaliidae. De wetenschappelijke naam van de soort is voor het eerst geldig gepubliceerd in 1928 door Milne-Edwards.